# Lauren Socha
Lauren Marie Socha (* 9. června 1990, Derby, Derbyshire, Anglie, Spojené království) je britská herečka. Její nejznámější role je Kelly v seriálu Misfits: Zmetci.

## Životopis
Narodila se ve městě Derby Robertovi a Kathleen Sochovým. Má staršího bratra Michaela, který je také hercem. Navštěvovala St. George's RC Primary School, Burton College a Saint Benedict School and Performing Arts College, kde studovala jako zpěvačka. Učila se na televizním workshopu Iana Smithe se sídlem v Nottinghamu.

## Kariéra
Agenti a castingoví vedoucí ji objevili na místním hereckém workshopu, ke kterému ji inspiroval její starší bratr. Zanedlouho přišla její první role. V roce 2006 byla ve svých patnácti letech obsazena do videoklipu Arctic Monkeys s názvem „When the Sun Goes Down“.
V roce 2009 se svou hereckou kariérou pokračovala, když si zahrála ve filmu Nemilovaná. Film byl režijním debutem Samanthy Morton a Socha zde hraje šestnáctiletou dívku v pečovatelském domě. Za tuto roli byla nominována na cenu BAFTA v kategorii nejlepší herečka ve vedlejší roli. O týden později byla na konkurzu na roli Kelly Bailey v britském komediálním a dramatickém seriálu Misfits a roli získala.
V roce 2010 hrála vedle Tim McInnerny v krátkém filmu Missing. Také měla menší roli v televizní minisérii Five Daughters, který je založený na sériových vraždách v městě Ipswich.
V květnu 2011 získala cenu BAFTA v kategorii nejlepší televizní herečka ve vedlejší roli za roli Kelly v Misfits. Později se objevila v krátkém filmu The Child, kde si zahrála verzi Marilyn Monroe. Také hrála v naučném projektu BBC s názvem „Off By Heart Shakespeare“, kde hrála Julii ze hry Romeo a Julie.

## Osobní život
Žije v Derby. Má tři tetování: tři hvězdičky na krku, luk na zádech a její iniciály s hvězdičkou na zápěstí.
Dne 23. ledna 2012 bylo ohlášeno, že byla obviněna z rasistického útoku na taxikáře z Derby, který se odehrál v říjnu 2011 na taxikáře Sakandara Iqbala. K činu se přiznala a byla odsouzena na čtyři měsíce ve vězení.
V říjnu 2015 přes sociální síť Twitter prozradila, že se svým přítelem čeká první dítě. V dubnu 2016 oznámila, že porodila dívku jménem ReenieRae.

## Filmografie

### Film
| Rok  | Název      | Role           | Poznámky                                                                   |
| ---- | ---------- | -------------- | -------------------------------------------------------------------------- |
| 2006 | Scummy Man | Nina           | Krátký film                                                                |
| 2009 | Nemilovaná | Lauren         | Televizní film Nominována— Cena BAFTA za nejlepší herečku ve vedlejší roli |
| 2010 | Missing    | Sarah          | Krátký film                                                                |
| 2011 | The Child  | Marilyn Monroe | Krátký film                                                                |

### Televize
| Rok       | Název            | Role         | Poznámky                                                              |
| --------- | ---------------- | ------------ | --------------------------------------------------------------------- |
| 2009–2011 | Misfits: Zmetci  | Kelly Bailey | Cena BAFTA za nejlepší televizní herečku ve vedlejší roli v roce 2010 |
| 2010      | Five Daughters   | Dawn         | Tři epizody                                                           |
| 2010      | 71 Degrees North | Sama sebe    |                                                                       |
| 2014      | Plebs            | Amanda       | Jedna epizoda                                                         |
| 2015      | Catastrophe      | Anna         | Tři epizody                                                           |

- Zahrála si ve videoklipu „When the Sun Goes Down“ od Arctic Monkeys.